# Sálská dynastie
Panovníci sálské dynastie vládli ve Svaté říši římské v letech 1024 až 1125. Prvním panovníkem byl Konrád II. Sálský, který převzal trůn po saské dynastii Otonů. Název dynastie se odvozuje od sálských Franků, zakladatelů raně středověké Franské říše. Někdy se také označuje jako jindřichovská, podle častého jména panovníků. Jejich domovinou byly Franky. Všichni čtyři římští králové z této dynastie se stali římskými císaři.
Po smrti posledního bezdětného panovníka sálské dynastie Jindřicha V. byl králem zvolen Lothar III., jehož vláda byla mezidobím před nástupem dynastie Štaufů na trůn roku 1138.

## Rodové vazby
Zakladatelem dynastie byl Werner z Wormsu a jeho syn Konrád Rudý, lotrinský vévoda, který zemřel roku 955. Konrád se oženil z Luitgardou, dcerou císaře Oty I. Jejich synem byl Ota I. Korutanský (vládl 978-1004). Syny vévody Oty byli pozdější papež Řehoř V., Konrád a Jindřich. Synem Jindřicha byl první císař ze sálské dynastie Konrád II. Sálský.
První římskoněmecký král z dynastie Štaufů Konrád III. byl vnukem císaře Jindřicha IV. Dědičkou sálských teritorií byla Agnes z Waiblingenu, dcera Jindřicha IV. a sestra Jindřicha V. Z jejího prvního manželství se odvozuje císařský rod Štaufů a z druhého manželství rakouský vládnoucí rod Babenberků.

## Sálská dynastie (1024-1125)
- Konrád II. Sálský (1024–1039), od roku 1027 císař
- Jindřich III. Černý (1039–1056), od roku 1046 císař
- Jindřich IV. (1056–1106), od roku 1084 císař, sesazen
  - Konrád Francký (1087–1093), vzdorokrál, sesazen
- Jindřich V. (1106–1125), od roku 1111 císař